# 대니얼 선자타
대니얼 순자타(Daniel Sunjata, 1971년 12월 30일 ~ )는 미국의 배우이다.

## 출연 작품
- 스몰 타운 크라임 (2017)
- 노토리어스 (2016)
- 룰라바이 (2014)
- 로스트 (2012)
- 다크 나이트 라이즈 (2012)
- 원 포 더 머니 (2012)
- 프론트 (2010)
- 리스크 (2010)
- 위크니스 (2010)
- 고스트 오브 걸프렌즈 패스트 (2009)
- 악마는 프라다를 입는다 (2006)
- 러브 몽키 (2006)
- 멜린다 앤 멜린다 (2004)
- 브라더 투 브라더 (2004)
- 스위트 크리스마스 (2004)
- 배드 컴퍼니 (2002)
- 성자들의 축제 (2001, The Feast of All Saints)

### 텔레비전
- 성범죄수사대: SVU (2000)
- 레스큐 미 (2004-11)
- 그레이 아나토미 (2010-11)
- 그레이스랜드 (2013-15)